# Station Dublin-Connolly
Connoly Station (Iers: Stáisiún Uí Chonghaile),  is een treinstation in Dublin. Het werd geopend in 1844 en heette eerder Amiens Street Station. De huidige naam, vernoemd naar de Ierse vrijheidsstrijder James Connolly, kreeg het station in 1966 bij de 50-jarige herdenking van de Paasopstand.

## Geschiedenis
Het station werd door de Dublin en Drogheda spoorwegen geopend op 29 november 1844. Toen bekend als 'Dublin Station' maar 10 jaar later werd het veranderd naar 'Amien Street Station'. Het werd vernoemd naar de straat waar het tot op de dag van vandaag nog steeds gelegen is. In het begin diende dit station enkel voor de spoorlijn naar Drogheda maar in 1853 begon de lijndienst naar Belfast.